# 47171 Лемпо
47171 Лемпо або, як подвійна система, (47171) Лемпо — Гісі (тимчасове позначення — 1999 TC36), — транснептуновий об'єкт, потрійна система астероїдів. Орбіта Лемпо розташована у віддаленому регіоні Сонячної системи — у поясі Койпера.
Лемпо відкрили 1 жовтня 1999 року американські астрономи Ерік Рубенштейн (Eric Rubenstein) і Луїс-Грегорі Стролгер (Louis-Gregory Strolger) під час спостережень, що проводилися в Національній обсерваторії Кітт-Пік в Аризоні (США). Рубенштейн аналізував зображення, зроблені Стролгером у рамках проєкту «Пошук супернових у найближчих галактиках» (Nearby Galaxies Supernova Search). Лемпо класифікують як плутино з орбітальним резонансом 2:3 щодо Нептуна. Лемпо належить до числа найяскравіших ТНО. Він досяг перигелію своєї орбіти в липні 2015 року.
Ця мала планета була названа на честь Лемпо — бога любові та родючості у фінській міфології. Інші два компоненти потрійної системи, Пага [ˈpɑːhɑː] і Гісі [ˈhiːsi], були відкриті в 2001 і 2007 роках, відповідно, і пізніше названі за іменами двох демонів — підлеглих Лемпо.

## Історія

### Відкриття

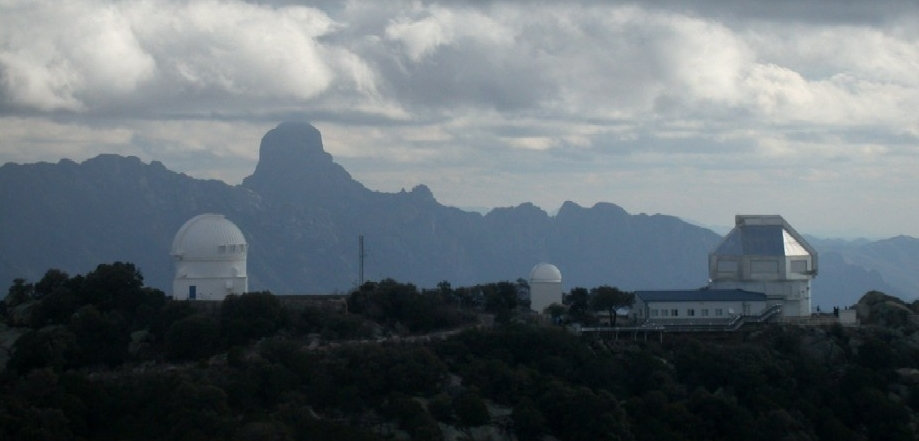
Лемпо був виявлений за допомогою 0,9-метрового телескопа WIYN (ліворуч) обстерваторії Кітт-Пік.

Система Лемпо була відкрита 1 жовтня 1999 року американськими астрономами Еріком Рубенштейном і Луїсом-Грегорі Стролгером під час спостережень за проєктом пошуку наднових галактик (NGSS) у Національній обсерваторії Кітт-Пік в Аризоні. Проєкт NGSS, започаткований у 1998 році як частина докторської дисертації Стролгера, був трирічним дослідженням галактик, розташованих уздовж небесного екватора, з використанням ПЗЗ-матриць для пошуку близьких наднових зір із невеликим червоним зсувом. 0,9-метровий телескоп WIYN обсерваторії Кітт-Пік використовувався для отримання ширококутних зображень цього регіону, який збігався з площиною екліптики, де, судячи з усього, утворилися об'єкти поясу Койпера, зокрема й Лемпо.
Рубенштейн ідентифікував Лемпо на зображеннях, зроблених Стролгером 1 жовтня 1999 року, як відносно яскравий об'єкт із повільним рухом у сузір'ї Кита. Виняткова яскравість об'єкта (він мав видиму зоряну величину 20) стала приводом для подальших спостережень за ним для визначення його характеристик.
Рубенштейн і Стролгер спостерігали Лемпо протягом трьох днів поспіль після його відкриття. Об'єкт також було знайдено на зображеннях, зроблених Стролгером 30 вересня 1999 року, за день до його відкриття.
Центр малих планет оголосив про відкриття 21 грудня 1999 року і надав об'єкту тимчасове позначення 1999 TC36, яке вказує на те, що Лемпо був 903-ю малою планетою, відкритою в першій половині жовтня 1999 року.
Додаткові спостереження, здійснені в період до 2002 року, розширили дугу спостереження Лемпо до двох років — цього достатньо для визначення точної орбіти. Тому 21 вересня 2002 року Центр малих планет присвоїв Лемпо постійний номер малої планети — 47171.
Станом на 2021 рік було задокументовано понад 500 спостережень Лемпо з дугою спостережень тривалістю понад 46 років. Найдавніші відомі спостереження Лемпо до відкриття були знайдені на фотопластинках Цифрового огляду неба, зроблених в Обсерваторії Сайдинг-Спрінг у червні 1974 року та в травні й вересні 1976 року.

### Назва
Найбільший основний компонент потрійної системи названий на честь Лемпо — персонажа карело-фінської міфології. Спочатку йому поклонялися як богу любові та родючості, але пізніше, коли до Фінляндії прийшло християнство, його почали зображувати як диявола. Лемпо знищив героя Вейнемейнена за допомогою двох помічників, демонів Гісі та Паги, іменами яких було названо менші компоненти системи, — внутрішній та зовнішній відповідно. Назви були обрані від імені астронома Браяна Голлера (Bryan J. Holler). Центр малих планет опублікував офіційне повідомлення про назви 5 жовтня 2017 року.

## Потрійна система

### Лемпо
Лемпо — це ієрархічна потрійна система. Вона складається з центральної системи, яка сама по собі є подвійною системою з двох компонентів приблизно однакового розміру (Лемпо та Гісі), і невеликого супутника на широкій ексцентричній круговій орбіті (Пага).
У цій ієрархічній структурі центральний подвійний компонент системи Лемпо — Гісі можна позначити буквою А, а менший зовнішній компонент Пага — буквою В; у такому разі окремі тіла центрального компонента Лемпо та Гісі слід позначити A1 та A2, відповідно.
Три компоненти від найбільшого до найменшого: Лемпо, Гісі, Пага.
Як виходити із припущення, що всі компоненти системи мають сферичну форму і рівномірну густину, то маса системи, оцінена на основі руху Паги, становить 912,75 ± 0,06) × 1018 кг. Розрахунки на основі орбітального руху компонентів Лемпо і Гісі дають дещо вищу оцінки маси — 14,20 ± 0,05 × 1018 кг. Ця розбіжність, ймовірно, пов'язана тим, що в ній не врахована гравітаційна взаємодія компонентів у складній потрійній системі.
Лемпо — одна з трьох транснептунових кратних систем, які складаються з більш ніж двох компонентів; інші дві — карликові планети Плутон і Гаумеа. Є підозри, що подвійний об'єкт пояса Койпера 385446 Манве теж колись був потрійною системою, подібною до Лемпо, але орбіта його внутрішньої подвійної системи еволюціонувала внаслідок припливно-відпливних взаємодій і перетворилася на контактну подвійну малу планету.

### Гісі

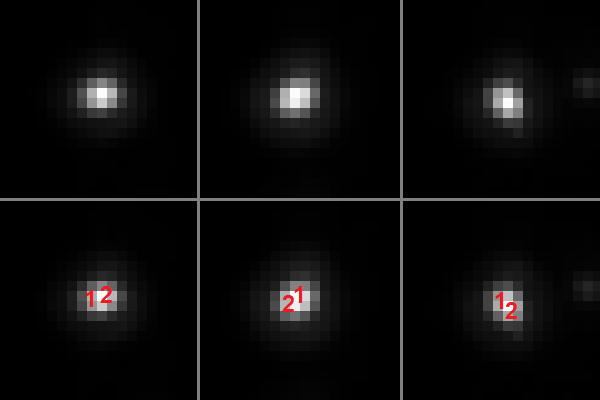
Зроблені телескопом Габбла зображення системи Лемпо — Гісі з двома компонентами, позначеними цифрами 1 і 2.

Порівняння середніх відстаней поділу та діаметрів тісних подвійних транснептунових систем, зокрема Лемпо — Гісі.

Гісі, який має офіційне позначення (47171) Лемпо II Гісі, — внутрішній, другий за величиною компонент потрійної системи Лемпо, виявлений останнім серед трьох. Разом з основним компонентом Лемпо він утворює центральну подвійну систему Лемпо — Гісі, навколо якої обертається зовнішній компонент Пага.
Гіпотезу про існування третього, внутрішнього компонента (або, інакше, другого компаньйона) у системі Лемпо вперше висунули у 2006 році Джон Стенсберрі (John Stansberry) та його колеги: вони відзначили, що основний компонент має незвично низьку щільність.
Подальші докази існування другого внутрішнього компонента висунули Сет Джейкобсон (Seth Jacobson) і Жаном-Люком Марго в жовтні 2007 року: вони помітили чітке видовження основного компонента на зображеннях, знятих телескопом Габбла. Підтвердити подвійність основного компонента Лемпо врешті-решт вдалося завдяки ретельному аналізу зображень телескопа Габбла, який здісйнили Сьюзен Бенеккі (Susan Benecchi), Кіт Нолл (Keith Noll), Вілл Гранді (Will Grundy) та Гел Левісон (Hal Levison) у 2009 році.
Оскільки відкриття відбувалося в кілька етапів, у яких брали участь незалежні групи дослідників, Гісі не отримав офіційного тимчасового позначення, у якому «зашифровано» рік його першого спостереження або відкриття. Натомість у науковій літературі його неофіційно позначали просто як «компонент A2» — тобто менший із двох центральних компонентів подвійної системи Лемпо — Гісі. Згодом, 5 жовтня 2017 року, він отримав власну назву, а більший перший компонент A1 зберіг назву Лемпо.
Відстань між двома компонентами становить лише половину дифракційної межі Габбла, що не дає змоги побачити компоненти системи окремо одне від одного. Натомість на зображеннях Габбла об'єкт виглядає видовженим, що вказує на його подвійну природу. Ця центральна пара має велику напіввісь приблизно 867 км і робить один оберт приблизно за 1,9 доби. Якщо припустити, що Лемпо й Гісі мають однакові альбедо, які дорівнюють приблизно 0,079, то їхні діаметри дорівнюють приблизно 272+17
−19 і 251+16
−17 відповідно. Якщо ж припустити, що густину всіх компонентів однакова, то маса самого Гісі становить 5,273 × 1018 кг.

### Пага

Система Лемпо на зображеннях, зроблених телескопом Габбла у 2003—2006 роках.

Пага, офіційна назва (47171) Лемпо I Пага, — менший зовнішній компонент потрійної системи Лемпо. Його виявили 8 грудня 2001 року астрономи Чедвік Трухільо та Майкл Браун за допомогою спектрографа зображень космічного телескопа Габбла в рамках дослідження подвійних транснептунових об'єктів. Про відкриття було повідомлено в Циркулярному повідомленні МАС, опублікованому Міжнародним астрономічним союзом 10 січня 2002 року. Про підтвердження фіксації Паги на архівних зображеннях від 4 жовтня 2001 року, зроблених за допомогою адаптивної оптичної системи телескопа Шейна в Лікській обсерваторії, було повідомлено в наступному циркулярі МАС, опублікованому 24 січня 2002 року.
Пага раніше мав тимчасове позначення S/2001 (1999 TC36) 1. Згодом, після того як Лемпо отримав свій номер, позначення Пагир змінилося на S/2001 (47171) 1.
Оскільки Пага був невеликим зовнішнім компонентом на круговій орбіті навколо центральної подвійної системи Лемпо — Гісі, у науковій літературі його іноді позначали «компонент B». 5 жовтня 2017 року він разом із Лемпо та Гісі отримав своє постійне позначення супутника та назву.
На необроблених зображеннях, зроблених у видимому діапазоні, Пага виглядає в середньому на 2,2 зоряної величини тьмянішим за основний компонент системи, що відповідає власній видимій величині 22,6. Супутник має приблизний діаметр 132+8
−9 км, велика піввісь його орбіти дорівнює 7411 ± 12 км, а один оберт навколо нею триває 50,302 ± 0,001 доби. За оцінками, його маса становить близько 7,67 × 1017 кг.

## Орбітальна динаміка системи
Орбітальна динаміка системи Лемпо дуже складна, і змоделювати її на основі виключно законів Кеплера неможливо. Багато важливих параметрів окремих компонентів, як-от їхні форми та початкові положення на орбітах, невідомі, і через це неможливо з належною точністю змоделювати динаміку системи Лемпо як задачу трьох тіл, уникнувши значних хаотичних змін.
У 2018 році в динамічному дослідженні Александр Коррея (Alexandre Correia) виявив, що моделями, які використовують реалістично передбачувані форми тіл та їх положення на орбітах, не вдається пояснити нинішню ексцентричну взаємну орбіту внутрішньої подвійної системи Лемпо — Гісі, — навіть якщо враховувати приливні сили, які впливають на ексцентриситет. Коррея дійшов висновку, що побудова точних моделей системи потребує вимірювання поточних орбіт, положень компонентів на них та їхніх форм із більшою точністю.

## Походження
Існує дві основні гіпотези про те, як утворилася ця потрійна система:
- Гігантське зіткнення з подальшим повторним поглинанням матеріалу диску, що утворився внаслідок нього.
- Гравітаційне захоплення третього об'єкта вже існуючою подвійною системою.

Порівнянність розмірів Лемпо та Гісі свідчить на користь другої гіпотези.

## Фізичні характеристики
Комбіновані спостереження за допомогою космічних телескопів «Спітцер», «Гершель» і «Габбл» дають змогу оцінити розміри компонентів системи та обмежити діапазон можливих значень густини компонентів системи.
Ефективний діаметр системи Лемпо (тобто її діаметр, якби вона складалася з одного тіла) наразі оцінюється в 393.1+25.2
−26.8 км.
Дуже низька оцінювальна густина 0,3—0,8 г/см3, отримана у 2006 році, коли систему ще вважали подвійною, вимагала б надзвичайно високої пористості — 50—75 %. Це було б ознакою того, що система складається із суміші каменю й льоду.
Пряме вимірювання видимих потоків усіх трьох компонентів системи у 2009 році за допомогою телескопа Габбла дало змогу «збільшити» середню густину до значення 0.532+0.317
−0.211 г/см3, що підтверджує попередній висновок про те, що об'єкт, ймовірно, являє собою так звану купою щебеню.
У 2012 році, коли надійшла нова інформація від телескопа «Гершель», значення густини було додатково уточнено до 0.64+0.15
−0.11 г/см3. Середній густині в межах 1—2 г/см3 відповідає пористість в діапазоні 36—68 %. Це додатково підтверджує, що об'єкт є купою щебеню.
Лемпо має дуже червоний спектральний нахил у видимому світлі і рівний спектр у ближньому інфрачервоному діапазоні. Існує також слабке поглинання на хвилях довжиною 2 мкм — ймовірно, спричинений водяним льодом.
Найкраща модель, яка відповідає даним щодо ближнього інфрачервоного спектра, передбачає наявність толінів, кристалічного водяний льоду та серпентинів на поверхні тіл. Ці результати відповідають інтегрованому спектру всіх трьох компонентів системи.

## Дослідження
Система Лемпо є цікавою ціллю для майбутніх досліджень з огляду на її незвичайну конфігурацію.
Система Лемпо пропонувалася як ціль для місій New Horizons 2 (пропонованої місії-близнюка її тезки), яка мала б пролетіти повз Юпітер, Уран і до чотирьох об'єктів поясу Койпера.

## Нотатки
1. ↑  The celestial coordinates of Lempo at the time of discovery were 23г 57х 49.00с -09° 31′ 52.1″.[11] See Cetus for constellation coordinates.
2. ↑  In the convention for minor planet provisional designations, the first letter represents the half-month of the year of discovery while the second letter and numbers indicate the order of discovery within that half-month. In the case for 1999 TC36, the first letter 'T' corresponds to the first half-month of October 1999 while the succeeding letter 'C' indicates that it is the 3rd object discovered on the 37th cycle of discoveries (with 36 cycles completed). Each completed cycle consists of 25 letters representing discoveries, therefore 3 + (36 completed cycles × 25 letters) = 903.[14]
3. ↑  The primary's namesake is also used to refer to the entire triple system.[16]